# Lily Allen
Lily Rose Beatrice Allen (n. 2 mai 1985) este o cântăreață, compozitoare și animatoare de televiziune originară din Anglia.

## Biografie
Fiind fiica actorului și muzicianului Keith Allen și a producătoarei de film Alison Owen, interpreta a avut o copilărie dificilă, neavând un domiciliu stabil; Până la vârsta de cincisprezece ani, Lily Allen fusese elevă în treisprezece instituții școlare diferite. În adolescență ea a ascultat genuri muzicale diverse, de la glam rock-ul grupului T.Rex la muzica alternativă a formațiilor Happy Mondays și The Specials, iar la paisprezece ani a fugit de acasă pentru a fi prezentă la Festivalul Glastonbury.
Un an mai târziu, Lily Allen a abandonat școala și s-a concentrat pe îmbunătățirea calităților sale interpretative și compoziționale. Până la majorat, cântăreața a creat diferite piese muzicale, iar la finele anului 2005 și-a deschis un profil pe site-ul MySpace, unde a făcut publice câteva dintre înregistrările sale. Zecile de mii de vizualizări obținute au stârnit interesul reprezentanților casei de înregistrări Regal Recordings care i-au oferit lui Allen un contract de management.
În prima parte a anului 2006 au început înregistrările pentru primul album de studio al interpretei, iar discul său single de debut, intitulat „Smile” a câștigat prima poziție în prestigiosul clasament UK Singles Chart. Primul său album, Alright, Still (2006), i-a adus lui Allen nominalizări în cadrul premiilor Grammy, BRIT Awards sau MTV Video Music Awards. Discul Alright, Still a fost comercializat la nivel internațional în peste 2,600,000 exemplare, iar începând cu data de 12 februarie 2008, Lily Allen găzduiește propria emisiune televizată, transmisă de canalul BBC Three, intitulată Lily Allen and Friends.
Cel de-al doilea album de studio al interpretei, numit It's Not Me, It's You (2007), a fost apreciat de critica de specialitate din Regatul Unit, iar succesul comercial al discului nu a întârziat să apară. Discurile single lansate, precum „The Fear” sau „Fuck You” s-au bucurat de succes în clasamentele din Europa.
În mai 2014, după o pauză de cinci ani din cariera muzicală, a lansat al treilea ei album, Sheezus, care cuprinde piese dintr-o varietate mare de genuri, precum L8 CMMR (bubblegum pop) și Hard out Here (synthpop). A debutat pe prima poziție în UK Albums Chart, fiind al doilea album al lui Allen care reușește această performanță în Regatul Unit și a intrat în top cinci în Australian Albums Chart și Irish Albums Chart. A ajuns pe poziția a douăsprezecea în Billboard 200. Primul single de pe album, „Hard out Here”, a fost lansat la 17 noiembrie 2013 și a ajuns pe locul al nouălea în UK Singles Chart, Allen având două single-uri simultan în top 10, alături de „Somewhere Only We Know”, care a ocupat prima poziție timp de trei săptămâni. Al doilea single, „Air Balloon”, a fost lansat la 20 ianuarie 2014, și a ajuns pe poziția a șaptea în UK Singles Chart.

## Discografie

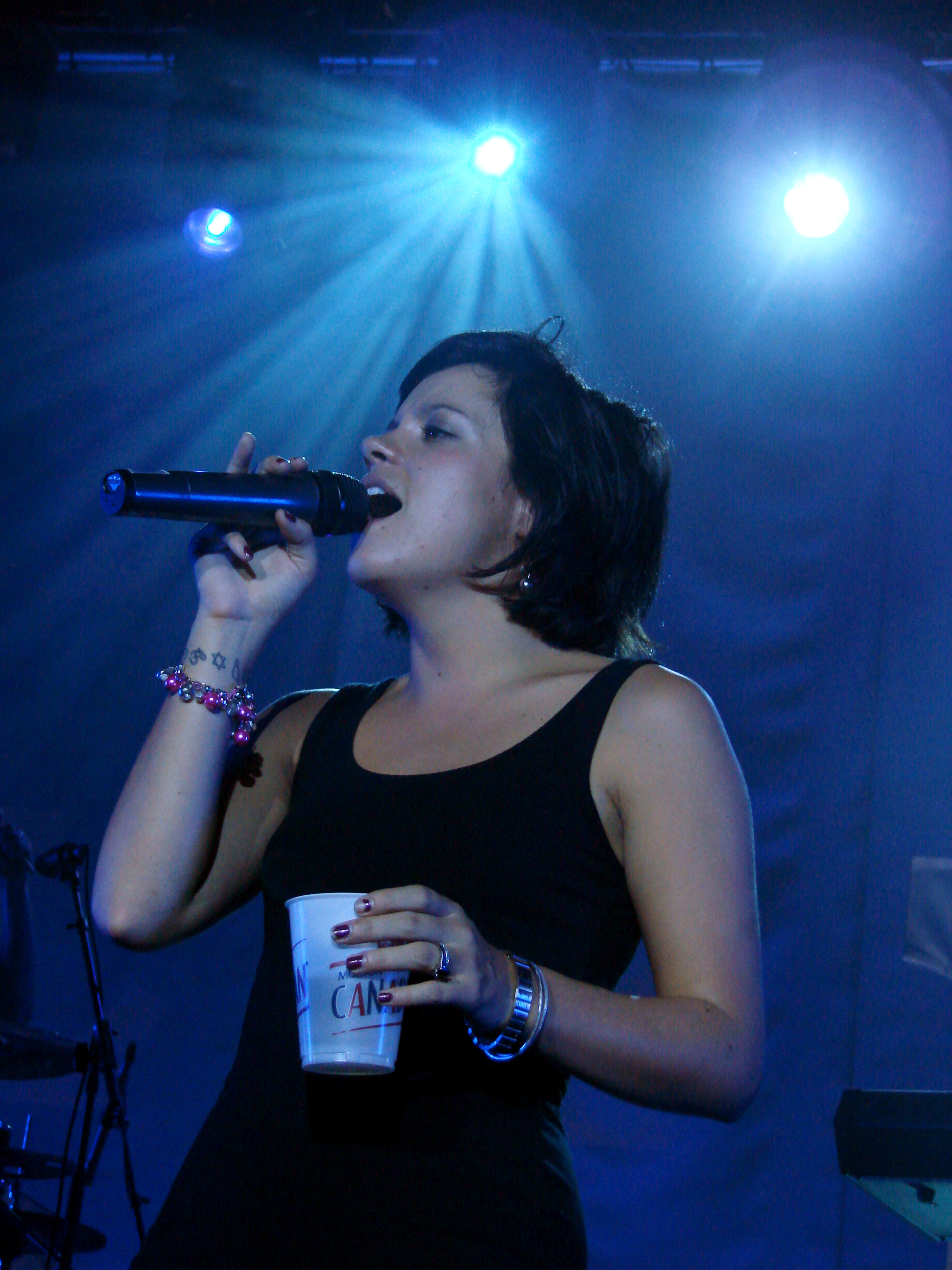
Lily Allen în timpul unui concert susţinut la Sound Academy în Toronto, 2009.

### Albume de studio
- Alright, Still (2006)
- It's Not Me, It's You (2009)
- Sheezus (2014)

### Discuri single
Alright, Still
- „Smile” (2006)
- „LDN” (2006)
- „Littlest Things” (2006)
- „Shame for You”/„Alfie” (2007)

It's Not Me, It's You
- „The Fear” (2009)
- „Not Fair” (2009)
- „Fuck You” (2009)
- „22” (2009)
- „Who'd Have Known” (2009)

Sheezus
- „Hard out Here” (2013)
- „Air Balloon” (2014)
- „Our Time” (2014)
- „URL Badman” (2014)
- „As Long as I Got You” (2014)

### Colaborări
- „Oh My God”(Împreună cu Mark Ronson (2007)
- „Drivin' Me Wild” (Împreună cu Common (2009)
- „Never Miss a Beat” (Împreună cu Kaiser Chiefs) (2008)
- „Just Be Good With Green” (Împreună cu Professor Green) (2010)
- „True Love” (Împreună cu Pink) (2013)